# Эфиопы (пьеса)
«Эфиопы» (др.-греч. Αἰθίοπες) — трагедия древнегреческого драматурга Софокла (V век до н. э.) на тему мифов о Троянской войне. Её текст почти полностью утрачен.
В сохранившихся источниках нет никаких данных о сюжете пьесы. Уцелели только два фрагмента текста — на четыре строки и на две. В первом один неизвестный персонаж советует другому «хвалить правду, но радеть о выгоде», второй содержит описание: «Четырехкрылы, поясами туго // Обтянуты, с головкой черной…». Существует гипотеза, что «Эфиопы» — второе название трагедии Софокла «Мемнон», рассказывавшей о гибели под Троей эфиопского царя. По другой версии, это второе название трагедии Софокла «Андромеда», действие которой происходит в стране эфиопов.